# Lý Hi Liệt
Lý Hi Liệt (chữ Hán: 李希烈, bính âm: Li Xilie, 9 tháng 5 năm 786), hay Đổng Hi Liệt (董希烈), là Tiết độ sứ Hoài Tây dưới thời đại nhà Đường trong lịch sử Trung Quốc. Ông tiến hành cuộc chính biến lật đổ Tiết độ sứ Lý Trung Thần năm 779 và nắm quyền cai trị ở Hoài Tây. Khi loạn tứ trấn bùng nổ, ông hưởng ứng triều đình tham gia tiêu diệt Tiết độ sứ Lương Sùng Nghĩa ở Sơn Nam Đông Đạo, tuy nhiên sau đó lại bất mãn với triều đình và tự xưng là hoàng đế nước Đại Sở (784). Trong tình thế loạn Phụng Thiên sắp bị dẹp, Lý Hi Liệt vẫn cố gắng mở rộng lãnh thổ của mình, nhưng bị phản kháng liên tiếp từ các lực lượng ủng hộ nhà Đường. Năm 785, quốc đô Biện châu bị chiếm, Lý Hi Liệt bỏ chạy về Thái châu rồi bị tướng dưới quyền là Trần Tiên Kì đầu độc giết năm 786, chính quyền Đại Sở bị tiêu diệt. Trấn Hoài Tây sau đó thuộc quyền quản lý của Ngô Thiếu Thành.

## Chiếm ngôi Tiết độ sứ
Cha của Lý Hi Liệt là Đổng Đại Định, em họ của tiền tiết độ sứ Lý Trung Thần (nguyên họ Đổng), về sau do Trung Thần được ban quốc tính nên Đổng Hi Liệt cũng đổi sang họ Lý. Không rõ ông chào đời vào năm nào, sử sách chỉ cho biết nguyên quán của ông là vùng Liêu Tây. Ban đầu ông là sĩ tốt ở trấn Bình Lư. Do anh họ cha ông là Lý Trung Thần có công trong việc dẹp loạn An Sử nên được phong làm Tiết độ sứ ở Hoài Tây, Lý Hi Liệt khi đó cũng cùng Lý Trung Thần vượt sông tới Hà Nam và sau đó trở thành tướng phục vụ dưới quyền Lý Trung Thần. Cuối những năm Bảo Ứng thời Đường Đại Tông, Lý Hi Liệt được thụ phong Tướng quân, Quang Lộc khanh, Điện Trung giám. Khi Lý Trung Thần tham gia vào chiến dịch tiêu diệt tướng làm phản Lý Linh Diệu (776) và được kiêm lĩnh Biện châu, thì Lý Hi Liệt được thăng làm Tả sương đô ngu hậu, gia Khai phủ nghi đồng tam ti.
Lý Trung Thần bị sử sách đánh giá là kẻ tham lam, hung bạo và háo sắc. Ông ta không tu quân chính, lại còn cưỡng dâm vợ và con gái của nhiều tướng dưới quyền. Ông phó thác việc trong phủ cho em rể là phó sứ Trương Huệ Quang; cha con người này lộng quyền quá, nhân dân oán hận. Lý Hi Liệt được mọi người hướng về, bèn nảy sinh ý khác. Ông liên kết Thiếu tướng Đinh Hạo, Cổ Tử Hoa, Giám quân quan tương Tri Chương... khởi binh, giết chết cha con Huệ Quang vào ngày 28 tháng 3 năm 779, và đuổi Lý Trung Thần. Trung Thần bỏ trốn đến Trường An và được triều đình trọng vọng. Vua Đại Tông phong cho con trai mình là Hãn vương là phó đại sứ Hoài Tây (trên danh nghĩa), phong Lý Hi Liệt làm thứ sử Thái châu, kiêm Ngự sử trung thừa, Hoài Tây lưu hậu, tuy nhiên lại cắt đất Biện châu khỏi trấn Hoài Tây và giao cho Tiết độ sứ Hoạt Bạc Lý Miễn.

## DiệtLương Sùng Nghĩa
Năm 779, Đường Đức Tông lên ngôi. Gia phong Ngự sử đại phu, Hoài Tây tiết độ chi độ Doanh điền quan sát sứ, sau chính thức phong ông làm Tiết độ sứ Hoài Tây. Năm Kiến Trung nguyên niên, gia Kiểm giáo Lễ bộ thượng thư. Lý Hi Liệt nhiều lần dâng tấu đề nghị Đức Tông hạn chế thế lực của các phiên trấn như Lý Chánh Kỉ ở Tri Thanh, Điền Thừa Tự ở Ngụy Bác và Lý Bảo Thần ở Thành Đức và Lương Sùng Nghĩa ở Sơn Nam Đông Đạo; rất hợp với ý của Đức Tông, vì thế Lý Hi Liệt được tin tưởng hơn trước.
Năm 781, Lý Bảo Thần ở Thành Đức qua đi, con là Lý Duy Nhạc lên nắm quyền, nhưng triều đình nhà Đường không công nhận. Lý Duy Nhạc liền liên kết với Điền Duyệt ở Ngụy Bác, Lương Sùng Nghĩa ở Sơn Nam Đông Đạo và Lý Chánh Kỉ ở Tri Thanh cùng nhau kháng cự triều mệnh. Trong bốn trấn này thì Lương Sùng Nghĩa là phiên trấn có thế lực yếu nhất, các trấn xung quanh ông đều vẫn còn trung thành với triều đình, vì thế Sùng Nghĩa tỏ ra thận trọng hơn, chưa dám công khai gây chiến. Vua Đức Tông biết tin hạ lệnh triệu hồi Lương Sùng Nghĩa đến Trường An, từ đó Sùng Nghĩa quyết tâm phản lại triều đình.
Mùa hạ năm 781, tháng 6 ÂL, Đức Tông triệu tập các tiết độ sứ thảo phạt Lương Sùng Nghĩa, trong đó quân Hoài Tây là lực lượng chủ chốt. Có chiếu phong Lý Hi Liệt làm Nam Bình quận vương, kiêm Hán Bắc đô tri chư binh mã chiêu phủ xử trí sứ, ra quân đánh Lương Sùng Nghĩa. Tể tướng Dương Viêm ra sức can ngăn, cho rằng trước kia Lý Hi Liệt đã phản lại chủ cũ, tức Lý Trung Thần thì quả là người không đáng tin. Đức Tông không nghe, còn hạ chiếu biểu dương sự trung thành của ông. Đại thần Lý Thừa dâng sớ cảnh báo rằng nếu Lý Hi Liệt đánh bại Lương Sùng Nghĩa rồi thì sẽ càng kiêu ngạo bất phục, về sau sẽ khó khống chế. Lúc Lý Hi Liệt tiến quân vào giữa mùa mưa nên hành quân chậm, gian tướng Lư Kỉ vốn có hiềm khích với Dương Viêm, tấu rằng Lý Hi Liệt chậm trễ trong việc tiến quân là do bất mãn với Dương Viêm, kết quả là Đức Tông bãi chức Dương Viêm, dùng Lư Kỉ làm tể tướng. Lúc này Lương Sùng Nghĩa cử quân tấn công Giang Lăng, mở đường tiến xuống phía nam, nhưng bị Lý Hi Liệt đánh bại một trận lớn ở Tứ Vọng (Tương Phàn hiện nay), phải lui về Tương châu, tập hợp quân lính ở hai châu Tương, Đặng cùng chống lại sự tấn công của triều đình. Lý Hi Liệt tiến quân về phía tây bắc, đến được Tương châu. Lương Sùng Nghĩa cho quân đánh úp trại của Lý Hi Liệt tại Lâm Hán (gần Tương châu), giết được vài trăm sĩ tốt. Lý Hi Liệt cử quân cứu viện. Các tướng Sơn Nam là Địch Huy và Đỗ Thiếu Thành bị tấn công và đánh bại quân Sơn Nam tại Man Thủy và Sơ Khẩu (thuộc Tương châu), sau đó đầu hàng Lý Hi Liệt. Ông chia quân cho họ, giao nhiệm vụ tiến công vào Tương Dương (trị sở của Tương châu). Lương Sùng Nghĩa ra trận đốc thúc quân sĩ chiến đấu, nhưng chẳng ai nghe lệnh, quân sĩ phá cửa thành bỏ chạy. Sùng Nghĩa tuyệt vọng liền cùng thê thiếp và các con nhảy xuống giếng, tự tử. Lý Hi Liệt cho lôi cái xác của Lương Sùng Nghĩa lên, cắt đầu rồi gửi đến Trường An, lại giết một số thân thích và thân hữu của Sùng Nghĩa, cùng khoảng 3000 quân sĩ tham gia vào chiến dịch Lâm Hán. Có chiếu lấy công phong cho Lý Hi Liệt là Kiểm giáo hữu phó xạ, Đồng trung thư môn hạ bình chương sự, thực phong 500 hộ.

## Chống đối triều đình
Sau khi Tương châu bị chiếm thì đất Sơn Nam trở về với triều đình, nhưng Lý Hi Liệt vẫn giữ quân ở Hoài Tây, coi đó như lãnh địa của mình. Vua Đức Tông cử Lý Thừa là Tiết độ sứ Sơn Nam Đông Đạo, sai đến thủ dụ Hi Liệt. Khi Lý Thừa không đem theo một sĩ tốt nào, đến Tương châu, Lý Hi Liệt tiếp đãi sơ sài và chỉ cho ở nhà khách, lại tìm cách đe dọa Lý Thừa. Lý Thừa tỏ ra điềm tĩnh và không có ý rời khỏi Tương Phàn. Về phần Lý Hi Liệt thấy lực lượng còn chưa đủ mạnh để chống lại triều đình, nên cho quân cướp bóc ở Tương châu thêm mấy ngày rồi rút lui. Lúc này Lý Chánh Kỉ ở Tri Thanh đã chết, con là Lý Nạp lên thay, tiếp tục kháng lệnh triều đình. Vua Đức Tông phong ông là Kiểm giáo tư không, Tri Thanh Duyện Vận Đăng Lai Tề đẳng châu tiết độ chi doanh điền; Tân La, Bột Hải lưỡng phiên sứ, thảo phạt Lý Nạp. Tình hình ở Hà Bắc khi đó rất rối ren. Vương Vũ Tuấn giết được Lý Duy Nhạc nhưng oán triều đình thưởng bạc, lại liên kết với Lý Nạp, Điền Duyệt và Chu Thao ở Lư Long ra quân làm phản, gọi là loạn tứ trấn.
Lý Hi Liệt thống lĩnh 30.000 quân mã, dời trị sở Hoài Tây đến Hứa châu, bề ngoài nói là để thuận tiện cho việc chiêu dụ hoặc tấn công Lý Nạp, nhưng thực chất là ông đã bí mật giao thông với chư tặc ở Hà Bắc, bàn kế làm loạn. Ông vờ sai sứ đến chỗ Tiết độ sứ Vĩnh Bình là Lý Miễn, xin mượn đường đánh Lý Nạp. Lý Miễn có ý nghi ngờ, tuy vẫn cho mượn đường nhưng lệnh binh sĩ phòng bị nghiêm ngặt, do vậy Lý Hi Liệt không dám tấn công. Nhưng cũng kể từ đó, Lý Hi Liệt tỏ ra kiêu căng, ngạo mạn và muốn chống triều đình.
Ngày 9 tháng 12 năm 782, bốn trấn làm phản cùng nhau xưng vương hiệu: Chu Thao xưng là Kỳ vương, Điền Duyệt là Ngụy vương, Vương Vũ Tuấn là Triệu vương, Lý Nạp xưng Tề vương, chính thức li khai với triều đình. Nhưng ở bốn trấn khi đó, quân lương thiếu thốn, còn Lý Hi Liệt binh lương nhiều, nên bốn trấn bàn tính việc lôi kéo Lý Hi Liệt về phía mình, thỉnh Hi Liệt xưng đế hiệu. Hi Liệt chưa bằng lòng hắn, bèn giả mệnh Đức Tông, tự lập Thiên hạ đô nguyên soái, Thái úy, Kiến Hưng vương. Năm sau, bốn trấn sai sứ đến chỗ Lý Hi Liệt, thượng biểu xưng thần, khuyến tiến.
Mùa xuân năm 783, Hi Liệt cử quân xâm nhập Nhữ châu, bắt tướng Đường Lý Nguyên Bình rồi lui về. Cả thành Lạc Dương rúng động. Lý Hi Liệt sau đó còn đưa quân quấy nhiễu các châu xung quanh thành Lạc Dương. Triều đình bàng hoàng, tìm cách đối phó. Lư Kỉ do oán ghét Thái tử thái sư Nhan Chân Khanh nên tâu xin Đức Tông cho Chân Khanh đến chỗ Hi Liệt thủ dụ, khuyên ông trung thành với triều đình. Khi Nhan Chân Khanh đến nơi, Hi Liệt không chấp nhận đề nghị của ông, lớn tiếng bài xích, nhục mạ triều đình; lại cho quản thúc chặt chẽ, tuy để ông ở nơi thoải mái nhưng luôn sai người giám sát hành động. Hi Liệt lại tìm cách chặn đường giao thông từ Trường An đến Giang Hoài, khiến quân triều đình phải liên hệ với Giang Nam bằng con đường vòng. Ông sai bộ tướng Hàn Sương Lộ, Lưu Kính Tông, Trần Chất, Địch Huy đem quân cướp phá các châu huyện, đánh bại quân triều đình nhiều trận. Triều đình sai Lưu Đức Tín thảo phạt Lý Hi Liệt, cho Lý Miễn là Hoài Tây chiêu thảo sứ, Ca Thư Diệu làm phó. đến tháng 4 ÂL, Diệu suất quân đến Tương Thành nhưng không thắng được lực lượng của Lý Hi Liệt. Tháng 8 ÂL, Hi Liệt dẫn 20.000 quân vây Tương Thành, Lý Miễn sai Đường Hán Thần cùng Lưu Đức Tín đến cứu viện, đều thất bại. Đế mệnh Thư vương làm Kinh Tương, Giang Tây, Miện Ngạc đẳng đạo tiết độ chư quân hành doanh binh mã Đô nguyên soái, ra trận đốc chiến. Lại sai chư đạo ở Kinh Nguyên cùng xuất binh cứu Tương Thành đang bị quân của Lý Hi Liệt uy hiếp. Lúc này cấp dưới của Lý Hi Liệt là Chu Tằng lập mưu giết ông, nhưng thất bại. Sau cuộc nổi dậy đó, Lý Hi Liệt dời trị sở về Thái châu và gửi thư tạ lỗi với triều đình, song vẫn tiếp tục tính chuyện li khai.
Đường Đức Tông triệu tiết độ sứ Kinh Nguyên là Diêu Lệnh Ngôn tới cứu Tương Thành. Ngày 2 tháng 11 năm 783, Diêu Lệnh Ngôn dẫn 5000 quân Kinh Nguyên đến Trường An, nhưng do bị tiếp đãi sơ sài, tướng sĩ Kinh Nguyên đều tức giận, cùng cùng nhau tấn công vào cung. Vua hoảng sợ, vội triệu quân cấm vệ đến hộ giá nhưng không có ai đến cả, bất đắc dĩ phải bỏ Trường An, chạy về Phụng Thiên. Quân nổi dậy lập Chu Thử làm hoàng đế.
Nghe tin xa giá rời kinh, Hi Liệt ra quân tấn công, đại phá Ca Thư Diệu ở Tương Thành, Diệu chạy về Đông đô. Lại thừa thắng công hãm Biện châu, Lý Miễn cho quân phòng thủ, Hi Liệt công phá rất lâu chưa hạ được. Ông bắt thường dân nhập ngũ để tăng thêm lực lượng, lệnh vận chuyển gỗ và đất đến trước thành, bắt quân sĩ nếu ai không hoàn thành việc được giao là lấp các hào nước quanh thành đúng thời gian thì sẽ bị chôn sống ở ngay hào nước đó. Đầu năm 784, Lý Miễn thua trận chạy về Tống châu, Lý Hi Liệt chiếm được Biện châu. Ông dời trị sở Hoài Tây đến Biện châu. Thứ sử Hoạt châu dưới quyền Lý Thừa là Lý Trừng đem Hứa châu theo về với Lý Hi Liệt. Cả Giang Hoài rúng động. Tiết độ sứ Hoài Nam Trần Thiếu Du sợ hãi, sai Ôn Thuật đến Biện quy phục Lý Hi Liệt.

## Xưng đế và qua đời
Đầu năm 784, Hoàng thượng theo đề xuất của Lục Chí, ban chiếu thư tự trách mình không biết nghe lời can gián, để cho gian nhân thao túng mà nghi ngờ tướng lĩnh khiến họ nổi loạn, sau đó hạ lệnh xá tội cho tất cả những người đã tạo phản trước kia, trong đó có Lý Hi Liệt. Triều đình đề nghị các trấn quy thuận, hứa sẽ không can thiệp vào công việc nội bộ của họ nữa. Vương Vũ Tuấn, Điền Duyệt và Lý Nạp đều đồng ý từ bỏ vương hiệu, sai sứ dâng biểu tạ lỗi với triều đình. Lý Hi Liệt ý thế mạnh vẫn không phục và quyết định tự lập. Mùa xuân năm 784, Lý Hi Liệt tự xưng là hoàng đế nước Đại Sở, niên hiệu Vũ Thành. Lấy Tôn Quảng, Trịnh Bí, Lý Thụ, Lý Nguyên Bình làm tể tướng, gọi Biện chây là Đại Lương phủ, phong Lý Thanh Khư làm phủ doãn.
Do thứ sử Thọ châu (thuộc địa phận An Huy) không phục mình, Lý Hi Liệt sai Đỗ Thiếu Thành tấn công Thọ châu nhưng thất bại. Tại chiến dịch Ngạc châu thì quân Sở bị Lý Kiêm đẩy lui. Hi Liệt đưa quân đánh Ninh Lăng, yêu cầu Lý Thừa giúp mình, Thừa tự chối. Không lâu sau tướng Lưu Xương ở Ninh Lăng nhận được viện binh từ Tiết độ sứ Chiết Giang Tây Đạo là Hàn Hoảng bèn điều ra chống giữ, Lý Hi Liệt phải lui quân.
Cuối năm 784, Chu Thử bị diệt, Đường Đức Tông trở về Trường An. Do anh của ông là Lý Hi Thiến tham gia vào lực lượng của Chu Thử và bị giết nên ông tỏ ra tức giận, liền cho giết chết Nhan Chân Khanh. Rồi sai Địch Huy quân đánh Trần châu, bị Lưu Hiệp và Lý Nạp đại phá, Địch Huy bị bắt. Lý Thừa cũng trở mặt và quay về với triều đình, hội quân cùng Lưu Hiệp đánh đến Biện châu. Lý Hi Liệt hoảng sợ bỏ chạy về Thái châu. Các tướng Điền Hoài Trân đem Biện châu đầu hàng triều đình. Lý Hi Liệt cố gắng đem quân lấy được Đặng châu vào đầu năm 785. Vào mùa thu cùng năm, Đức Tông nghe lời của Lục Chí, lệnh quân tướng chỉ nên tự vệ nếu Lý Hi Liệt tấn công, chưa nên tấn công vào Thái châu. Đồng thời Đức Tông hạ chiếu thuyết phục Lý Hi Liệt đầu hàng, hứa sẽ không giết ông. Lý Hi Liệt không nghe và tiếp tục phản kháng triều đình, nhưng vẫn thất bại, lãnh thổ nước Sở ngày một thu hẹp.
Mùa xuân năm 786, Lý Hi Liệt ăn phải thịt bò có bệnh, mời thái y đến chữa. Tướng dưới quyền ông là Trần Tiên Kì thấy nước Sở suy yếu, nảy ý giết ông rồi đầu hàng nhà Đường. Được sự khuyến khích của Dữu thị, một người thiếp yêu của Lý Hi Liệt, Trần Tiên Kì mua chuộc thái y đầu độc hạ sát Lý Hi Liệt. Con trai Hi Liệt tìm cách nắm quyền cai trị Hoài Tây rồi sẽ đầu hàng triều đình, nhưng nhanh chóng bị Trần Tiên Kì giết chết. Trần Tiên Kì giết vợ con, anh em của ông tổng cộng 16 người (kể cả ông là 17), gửi đầu của họ về Trường An. Tướng Hoài Tây là Ngô Thiếu Thành muốn báo thù cho ông, đã nổi dậy giết Trần Tiên Kì và Dữu thị, tự xưng là Tiết độ sứ ở Hoài Tây. Triều đình nhà Đường công nhận Ngô Thiếu Thành là Tiết độ sứ.